# Gryon flaviventre
Gryon flaviventre är en stekelart som beskrevs av Kononova 2001. Gryon flaviventre ingår i släktet Gryon och familjen Scelionidae. Inga underarter finns listade i Catalogue of Life.